# Charles Paul du Coëtlosquet
Pour les autres membres de la famille, voir Famille du Coëtlosquet.
Charles Paul, comte du Coëtlosquet (15 novembre 1794, Aschaffenbourg - 2 novembre 1852, Jérusalem), est un militaire et homme politique français.

## Biographie
Fils de Jean-Baptiste-Gilles du Coëtlosquet, maréchal de camp et gentilhomme d'honneur du comte d'Artois, et de Charlotte-Eugénie de Lasalle, il descend par son père de la famille du Coëtlosquet, originaire du Finistère. Il entre, lors de la Restauration, dans les gardes du corps de la maison du roi. En 1815, il accompagne les Bourbons jusqu'à Béthune, et ne rentre dans ses foyers qu'après le licenciement de sa compagnie. 
Au second retour de la famille royale, il est nommé sous-lieutenant aux lanciers de la garde ; mais il quitte bientôt l'armée pour l'administration, où il débute comme sous-préfet de Vesoul, le 6 novembre 1815. Il passe, en la même qualité, à Lure le 18 avril 1816, puis à Lunéville le 21 avril 1824. Il reçoit en 1828 la décoration de la Légion d'honneur et le titre de gentilhomme ordinaire de la chambre du roi. Il donne alors sa démission de sous-préfet (17 septembre 1828). 
Conseiller général de la Moselle, il brigue, plus tard, les suffrages des conservateurs royalistes de ce département, lors des élections à l'Assemblée législative, le 13 mai 1849. Il est élu représentant, siège à droite et vota avec la majorité monarchiste : pour l'expédition romaine, pour la loi du 31 mai portant restriction du suffrage universel, pour la loi Falloux-Parieu sur l'enseignement, etc. 
Catholique fervent, il entreprend eu 1852, le pèlerinage de la Terre-Sainte ; mais la fièvre le surprend à Jérusalem et l'emporte après une courte maladie. Coëtlosquet a laissé quelques publications empreintes du sentiment monarchique et religieux : Vade-Mecum du chrétien, Souvenirs de voyages, etc.

## Sources
- « Charles Paul du Coëtlosquet », dans Adolphe Robert et Gaston Cougny, Dictionnaire des parlementaires français, Edgar Bourloton, 1889-1891 [détail de l’édition]